# 리순정
리순정(1990년 5월 19일~)은 조선민주주의인민공화국의 배구 선수이다. 소백수체육단과 조선민주주의인민공화국 여자 배구 국가대표팀에서 뛰었으며, 2010년 아시안 게임에 참가했다.